# Internet Channel
Internet Channel jest wersją przeglądarki internetowej Opera 9 od Opera Software przeznaczonej do użytku na konsolach Wii od Nintendo. Opera Software wdrożyła również przeglądarkę Nintendo DS Browser dla systemu przenośnego Nintendo.
Internet Channel wykorzystuje połączenie internetowe do pobierania stron bezpośrednio z serwera HTTP lub HTTPS strony internetowej, zamiast poprzez sieć serwerów proxy, jak jest to w przeglądarce Opera Mini. Internet Channel jest w stanie renderować większość stron internetowych w taki sam sposób jak jego odpowiednik na komputery stacjonarne, wykorzystując technologię Opera Medium Screen Rendering.

## Historia
Dnia 10 maja 2006 r. Opera Software ogłosiła swoje plany rozwoju przeglądarki internetowej dla Wii.

## Wersja próbna
Wersja próbna Internet Channel została wydana w grudniu 2006 roku, a pełna wersja została wydana w kwietniu 2007 roku. Podczas gdy przeglądarka była w fazie beta swego rozwoju, ta wersja przeglądarki internetowej Opera wprowadza jedne z najbardziej rozpowszechnionych funkcji przeznaczonych dla przyszłej wersji ostatecznej. Na przykład, możliwe jest powiększanie stron internetowych (o jeden stopień) za pomocą przycisku "+" na pilocie Wii Remote i przesuwanie wzdłuż i w poprzek poprzez przytrzymanie przycisku "B", do tego obecne są zarówno funkcje Flash, jak i AJAX. Dodatkowo, można przełączyć się na alternatywny tryb renderowania jednokolumnowego z dużym tekstem, podobny do trybu renderowania na małym ekranie dostępnego w przeglądarce Opera Nintendo DS, naciskając przycisk "2" na pilocie Wii Remote.
Podobnie jak w przypadku innych przeglądarek internetowych, wersja próbna posiada system "Favorites" pozwalający użytkownikom na tworzenie zakładek do stron internetowych. Dostęp do strony Ulubione można uzyskać, naciskając przycisk "1" na pilocie Wii Remote lub przycisk ekranowy z symbolem gwiazdki. Ulubione mogą być dodawane, usuwane i edytowane na stronie Ulubione. Przeglądarka wyświetla miniaturowy podgląd każdej strony z zakładkami.
Funkcjonalność wersji próbnej była pod pewnymi względami ograniczona. Adresy internetowe mogły być wprowadzane tylko na stronie głównej i nie było historii przeglądania, tylko podstawowy system cofania/zapewniania dostępu do poprzednich stron. Przeglądarka miała problemy z obsługą hiperłączy, które normalnie otwierałyby nowe okno poprzez JavaScript. Nie było żadnych konfigurowalnych ustawień użytkownika, takich jak niestandardowe strony główne (przeglądarka ma domyślną stronę powitalną), preferencje dotyczące plików cookie lub funkcji kontroli rodzicielskiej (chociaż Internet Channel może być całkowicie zablokowany przez kontrolę rodzicielską konfigurowalną z menu Wii), nie było też możliwości ręcznego lub automatycznego ukrywania paska nawigacji. Ponadto, całkowita liczba ulubionych stron, które użytkownik mógł zapisać, była ograniczona do 21 adresów URL.

## Pełna wersja
Pełna wersja przeglądarki została wydana w kwietniu 2007 r. Była ona dostępna jako bezpłatna aktualizacja dla właścicieli wersji próbnej, ale jeśli wersja próbna nie została wcześniej pobrana, Nintendo pobierało 500 punktów Wii w dniach od 1 lipca 2007 r. do 1 września 2009 r.
Przed premierą Opery 9.5, silnik układu stron Internet Channel był w rzeczywistości bardziej zaawansowany niż Opera dla komputerów stacjonarnych, ponieważ zawierał poprawki błędów, które nie były dostępne w wersji 9.5 Opery.

### Dodanie obsługi klawiatury USB
Obsługa klawiatury USB została dodana w aktualizacji Internet Channel dnia 10 października 2007 r. Ponadto skrócono czas uruchomienia, zwiększono liczbę Ulubionych możliwych do zapisania do 56 i umożliwiono wysyłanie Ulubionych do osób w książce adresowej Wii. Dodano możliwość wyróżniania słów na stronie internetowej i kopiowania ich do funkcji "Szukaj" oraz możliwość wpisywania dłuższych wiadomości bez opóźnień klawiatury wirtualnej. Ceny pozostały takie same jak w pełnej wersji. Zapewniono 500 punktów Wii do wstępnego pobrania, oraz bezpłatną aktualizację każdej poprzedniej wersji.

### Wdrożenie Flash Lite
Dnia 1 września 2009 r. Internet Channel został zaktualizowany i udostępniony za darmo. Użytkownicy, którzy pobrali przeglądarkę, podczas gdy kosztowała ona 500 punktów Wii, otrzymali rekompensatę w postaci darmowej gry Nintendo Entertainment System o wartości 500 punktów Wii, do pobrania na tę konsolę wirtualną, w okresie od 1 października do 31 grudnia 2009 r. Ponadto zaszła aktualizacja Flash Player do Adobe Flash Lite 3.1, co odpowiada pełnej implementacji Adobe Flash w wersji 8 z pewnymi funkcjami Flash 9.

## Cechy
Przeglądarka Wii oparta na Operze umożliwia użytkownikom pełny dostęp do Internetu i obsługuje te same standardy internetowe, które są zawarte w desktopowych wersjach Opery, w tym CSS i JavaScript. Podobnie jak Opera 9, Internet Channel w pełni przechodzi test przeglądarki internetowej Acid2. Możliwe jest również korzystanie przez przeglądarkę z technologii takich jak Ajax, RSS i Adobe Flash.